# Оглоблин, Владимир Николаевич (химик)
Владимир Николаевич Оглоблин (1854 — после 1915 или 1917) — российский химик и деятель химической промышленности, научный писатель, инженер Никольской мануфактуры.
Был сыном протоиерея Оглоблина. Учился в Киевской семинарии и университете св. Владимира на физико-математическом факультете, по окончании курса состоял лаборантом химической лаборатории Московского университета, где совместно с профессором В. В. Марковниковым занимался исследованием кавказской нефти и написал «Исследование кавказской нефти» (Санкт-Петербург, 1882).
Эта работа была удостоена премии профессора Зинина (1500 руб.). С 1891 года состоял техническим директором ситценабивной фабрики А. И. Новикова в городе Иваново-Вознесенске (Владимирской губернии) и занимал эту должность до 1905 года, а с 1897 года был попечителем местной школы колористов.
По ситценабивному делу напечатал брошюры: «Кустарное крашение и меры к поднятию вообще кустарной промышленности» (Москва, 1889), «Вода в красильном производстве» (Москва, 1892), «Цилиндрическая палилка с тройным касанием товара» (Санкт-Петербург, 1895). Издал также «Колористический сборник. Обозрение литературы за 1894 год по технике красящих веществ, беления, крашения и печатания хлопчатобумажного товара» (книга I, Москва, 1896), а впоследствии такое же обозрение за 1895 год (издано в 1897 году).
Другие его работы: «Хлопчатобумажная промышленность в русских среднеазиатских владениях» (Санкт-Петербург, 1900); «Беление хлопчатобумажных товаров» (лекции, прочитанные в Императорском техническом училище; Москва, 1909); «Красочное производство за границей и в России» (Москва, 1915); «Промышленность и торговля Туркестана» (Москва, 1914); «Бескрасочное положение колористической мануфактурной промышленности России» (Москва, 1915). Дата и место его смерти не установлены.